# Francescantonio Nolè
Francescantonio Nolè (né le 9 juin 1948 à Potenza (province de Potenza) et mort le 15 septembre 2022 à Rome (Latium)) est un franciscain conventuel et archevêque italien, archevêque de l'archidiocèse de Cosenza-Bisignano depuis 15 mai 2015.

## Biographie
En 1959, Francescantonio Nolè entre dans les frères mineurs conventuels de Ravello et ensuite à Nocera Inferiore, Portici, Sant'Anastasia et Rome.
Il étudie la théologie et la philosophie au Seraphicum de Rome ; par la suite, il étudie la philosophie et la théologie à la section Saint-Louis de la Faculté Pontificale de Théologie de l'Italie méridionale (it) à Naples où il obtient une licence en théologie morale et un diplôme en pédagogie à l'Université de Cassino.
En 1971, il fait sa profession perpétuelle chez les frères mineurs conventuels et en 1973 il est ordonné prêtre.
En 1992, il est appelé à Rome pour administrer le Centre national Missionnaire jusqu'au 28 avril 1994. La même année, lors du Chapitre provincial de Nocera, il est élu Ministre provincial de la Province de Naples qui comprend la Campanie et la Basilicate ; le 30 avril 1997, il est confirmé ministre provincial pour quatre autres années.

### Évêque
Le 4 novembre 2000, le pape Jean-Paul II le nomme évêque de Tursi-Lagonegro. Il reçoit l'ordination épiscopale le 10 décembre suivant, dans le sanctuaire de Notre Dame du Rosaire de Pompéi, des mains de Mgr Giovanni Battista Re. Il prend possession du diocèse le 7 janvier 2001.
Puis, le 15 mai 2015, le pape François le nomme archevêque de Cosenza-Bisignano, il est installé dans son archidiocèse le 4 juillet suivant.

## Devise épiscopale
- « In simplicitate et lætitia »
(« Dans la simplicité et dans la joie »)

## Galerie

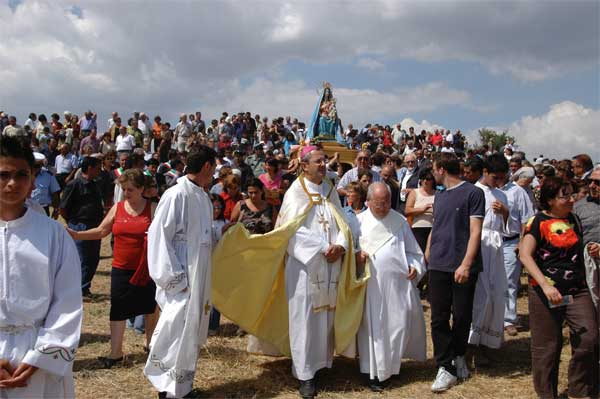
L'archevêque Francescantonio Nolè à la procession de N.D. d'Anglona
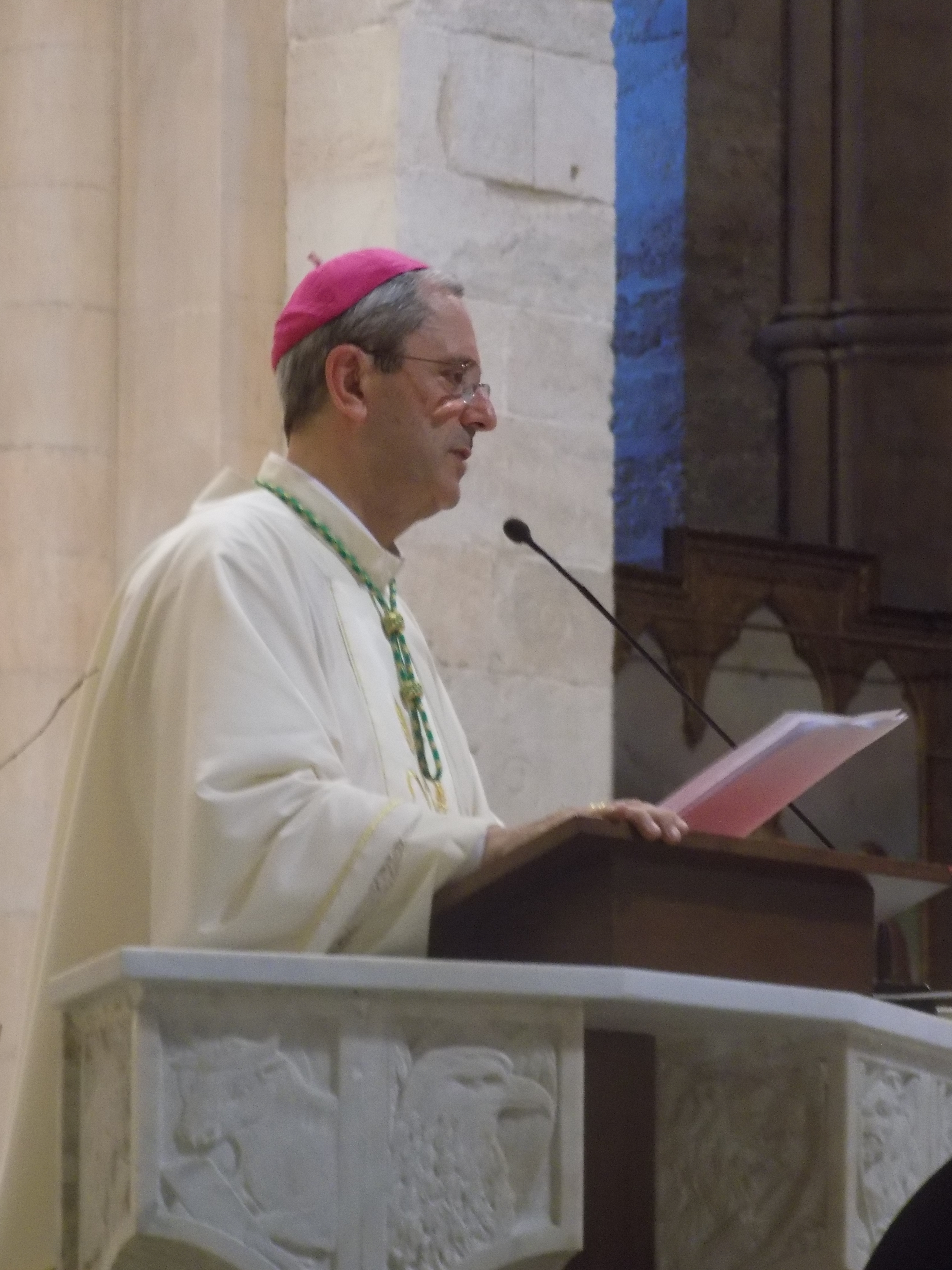
Mgr Nolè installé sur la cathèdre de son diocèse en 2015.